# Oscar Underwood

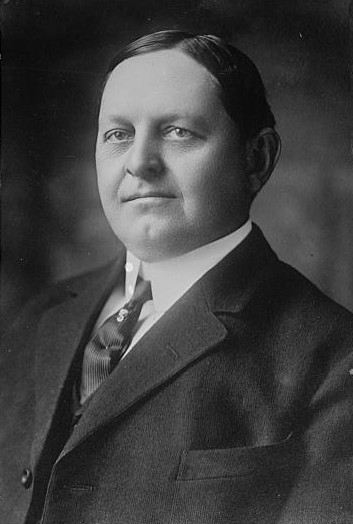
Oscar Underwood

Oscar Wilder Underwood (* 6. Mai 1862 in Louisville, Kentucky; † 25. Januar 1929 bei Accotink, Virginia) war ein US-amerikanischer Politiker (Demokratische Partei), der den Bundesstaat Alabama in beiden Kammern des Kongresses vertrat.

## Leben
Oscar Underwood war der Enkel von Joseph R. Underwood, der für Kentucky in beiden Kammern des Kongresses gesessen hatte. Nach dem Besuch der öffentlichen Schulen seiner Heimat, der Rugby School in Louisville und der University of Virginia in Charlottesville studierte er die Rechtswissenschaften und wurde 1884 in die Anwaltskammer aufgenommen, woraufhin er in Birmingham (Alabama) zu praktizieren begann.
Seine politische Laufbahn begann mit der Wahl ins Repräsentantenhaus der Vereinigten Staaten, dem er ab dem 4. März 1895 als Vertreter des neunten Wahlbezirks von Alabama angehörte. Am 9. Juni 1896 musste er seinen Sitz an den Republikaner Truman H. Aldrich abtreten, der die Wahl Underwoods erfolgreich angefochten hatte. Im folgenden Jahr kehrte er aber bereits in den Kongress zurück, in dem er bis zum 3. März 1915 als Abgeordneter verblieb. Während dieser Zeit war er unter anderem der erste Whip der demokratischen Minderheitsfraktion nach Einführung dieses Postens zwischen 1900 und 1901. Von 1911 bis 1915 fungierte er als Mehrheitsführer (Majority Leader) der Demokraten im Repräsentantenhaus und war in dieser Zeit auch Vorsitzender des Committee on Ways and Means. 1913 gab ihm Woodrow Wilson Rückendeckung für die Einführung der Revenue Act of 1913, deshalb auch Underwood Act genannt.
Im Jahr 1915 wechselte Underwood innerhalb des Kongresses in den Senat. Auch dort errang er schnell eine führende Rolle und amtierte von 1920 bis 1923 als Minority Leader der Demokraten. Er wurde 1920 im Amt bestätigt; nach weiteren sechs Jahren bewarb er sich nicht mehr um die Wiederwahl. Unter anderem war er Vorsitzender des Ausschusses für die Beziehungen zu Kuba; 1921 und 1922 fungierte er als Vertreter der Vereinigten Staaten bei der internationalen Abrüstungskonferenz. 1928 nahm er als US-Delegierter an der 6. Konferenz amerikanischer Staaten in Havanna teil.
Innerhalb seiner Partei bewarb Underwood sich im Vorfeld der Präsidentschaftswahl 1912 um die Nominierung als Vizepräsident; 1924 scheiterte er beim Versuch, demokratischer Präsidentschaftskandidat zu werden. Als Gegner der Prohibition führte er den Flügel seiner Partei an, der in Opposition zum Ku-Klux-Klan stand.
Nach dem Ende seiner politischen Laufbahn setzte Underwood sich auf seinem Anwesen Woodlawn Mansion in Virginia zur Ruhe, wo er im Januar 1929 starb. Er wurde in Birmingham beigesetzt.
Die Hauptfigur der Netflix-Serie House of Cards, der intrigante Kongressabgeordnete Frank Underwood, ist zu Beginn der Serie wie Oscar Underwood Majority Whip im Repräsentantenhaus und möglicherweise nach diesem benannt.